# 木瓜海棠
木瓜海棠（學名：Chaenomeles cathayensis）又名光皮木瓜，为蔷薇科木瓜海棠属落叶灌木或小乔木，果實古称「木桃」，如《詩經·衛風·木瓜》：「投我以木桃、報之以瓊瑤。」

## 扩展阅读
- 維基物種上的相關：木瓜海棠